# Apiciopsis fuliginosa
Apiciopsis fuliginosa là một loài bướm đêm trong họ Geometridae.